# Pierre Ansart
Pour les articles homonymes, voir Ansart.
Ne doit pas être confondu avec Pierre Ansart (architecte).
 (août 2010).
Si vous disposez d'ouvrages ou d'articles de référence ou si vous connaissez des sites web de qualité traitant du thème abordé ici, merci de compléter l'article en donnant les références utiles à sa vérifiabilité et en les liant à la section « Notes et références ».
Pierre Ansart (né le 20 février 1922 à Corbeil et mort le 28 octobre 2016 à Paris) est écrivain, sociologue, professeur émérite de l'Université Paris-Diderot, spécialiste de Proudhon. Il mène ses recherches sur les idéologies politiques et les rapports entre philosophie et sociologie. Après avoir étudié les idéologies et utopies politiques occidentales (marxisme, proudhonisme, anarchisme) mais aussi asiatiques (confucianisme) et leurs significations socio-historiques, Pierre Ansart est conduit à analyser plus particulièrement leur dimension affective et émotionnelle. Son approche devient dès lors pluridisciplinaire, entre sociologie, histoire et psychologie politique.

## Biographie
Pierre Ansart naît du banquier Jules Désiré Fernand Ansart, directeur à la Banque nationale pour le commerce et l'industrie (BNCI), et de Charlotte Loilier, conseillère municipale de Corbeil et présidente de la Ligue féminine d'action catholique, qui donne son nom à l'« Espace Charlotte-Ansart » à Corbeil-Essonnes. Il est l'oncle de Jean-Paul Brouchon.
Il fait ses études secondaires au collège Saint-Charles de Juvisy-sur-Orge, puis ses études supérieures de philosophie à la Sorbonne. Réfractaire au Service du travail obligatoire de 1942 à 1944, il entre dans la Résistance. Il est reçu à l’agrégation de philosophie en 1950. D'abord professeur de philosophie au lycée et à la faculté des lettres de Hanoï (Vietnam) de 1950 à 1953 puis au lycée Chasseloup-Laubat et à la faculté des lettres de Saïgon de 1953 à 1958, il s'oriente vers la sociologie. Ses publications sur Saint-Simon et sur l’anarchisme de Proudhon, ainsi que sa thèse sur « Marx et l’anarchisme » (1967) le conduisent à entrer comme maître assistant à la Sorbonne, puis comme enseignant à l’Université de Paris VII-Denis-Diderot en 1970. C'est là qu'il côtoie la communauté d'intellectuels de gauche de l'UFR de sociologie : Jean Duvignaud, Pierre Fougeyrollas, Gérard Namer, etc.
Il fait soutenir à l'Université de Paris VII-Denis-Diderot, en tant que directeur de thèses, vingt-deux thèses entre 1979 et 1995 (dont Luc Boltanski, Miguel Benasayag, David Le Breton, Louis Pinto ou bien Michel Kokoreff).
En 1999, il signe la pétition « Les Européens veulent la paix » pour s'opposer à la guerre en Serbie, initiée par le collectif Non à la guerre. Il s'y retrouve au coude à coude avec Alain de Benoist de la revue Éléments et les principaux responsables de la Nouvelle droite.
Il meurt le 28 octobre 2016, à Paris à l’âge de 94 ans.

## Ses fonctions
- 1950 à 1953 : professeur de philosophie au lycée et à la faculté des lettres de Hanoï (Vietnam).
- 1953 à 1958 : professeur de philosophie au lycée et à la faculté des lettres de Saïgon (Vietnam).
- 1958 à 1967 : attaché de recherches en sociologie au Centre national de la recherche scientifique (CNRS).
- 1967 à 1970 : maître assistant à la Sorbonne (sociologie).
- 1970 à 1990 : professeur de sociologie à l’Université Paris-Diderot.
- 1980 à 1985 : directeur du département de sociologie.
- 1984 à 1988 : directeur du Centre de coopération interuniversitaire franco-québécoise.
- 1990 : professeur émérite.

## Œuvres
- Sociologie de Proudhon, PUF, 1967
- Socialisme et anarchisme : Saint-Simon, Proudhon, Marx, PUF, 1969
- Saint-Simon, PUF, 1969
- Sociologie de Saint-Simon, PUF, 1970
- Naissance de l'anarchisme, PUF, 1970[6]
  - Préf. Freddy Gomez, Naissance de l'anarchisme, L'Échappée, mars 2025, 384 pages,  (ISBN 9782373091700), présentation éditeur.
- La société, le sexe et la loi, Casterman, 1971
- Les idéologies politiques, PUF, 1974
- Idéologie, conflit et pouvoir, PUF, 1977
- La gestion des passions politiques, l'Âge d'Homme, 1983
- Analyse de l'idéologie, Galilée, 1983 (avec Pierre Birnbaum et Blandine Kriegel)
- Proudhon, Le Livre de poche, 1984
- Les sociologies contemporaines, Seuil, 1990
- La gestion des passions politiques, l'Âge d'Homme, 1990
- Rencontres autour de Pierre Fougeyrollas, l'Harmattan, 1993
- Les cliniciens des passions politiques, Seuil, 1997
- Dictionnaire de sociologie, Le Robert et Seuil, 1999 (dir. avec André Akoun)
- Préface à Francis Farrugia, La reconstruction de la sociologie française (1945-1965), l'Harmattan, 2000
- Le ressentiment, Bruylant, 2002 (éd.)
- Préface à Norbert Elias, une sociologie des processus, l'Harmattan, 2002
- Quand la vie s'allonge, France - Japon, l'Harmattan, 2004 (dir. avec Anne-Marie Guillemard, Monique Legrand, Michel Messu et Koken Sasaki)
- Les sentiments et le politique, l'Harmattan, 2007 (avec Claudine Haroche)
- Entre travail, retraite et vieillesse. Le grand écart , avec A.-M. Guillemard et J. Legaré, L’Harmattan, Paris, 2007

### Articles
- La présence du proudhonisme dans les sociologies contemporaines, Mil neuf cent : Revue d'histoire intellectuelle, n°10, 1992, Proudhon, l'éternel retour, pp.94-110, DOI https://doi.org/10.3406/mcm.1992.1061, [lire en ligne].